# NXT The Great American Bash (2025)
NXT The Great American Bash (2025), também promovido como The Great American Bash: Atlanta, foi um evento de luta livre profissional produzido pela WWE. Foi o 13º Great American Bash sob a bandeira da WWE, o sexto evento anual produzido especificamente para sua marca de desenvolvimento NXT, e o 27º evento Great American Bash no total. O evento aconteceu no sábado, 12 de julho de 2025, no Center Stage em Atlanta, Geórgia. Ele teve um horário especial de início às 15h00, horário do Leste (Eastern Time), colocando-o em confronto direto com o maior evento anual da All Elite Wrestling (AEW), o All In.
Cinco lutas foram disputadas no evento. No evento principal, Jordynne Grace e Blake Monroe derrotaram Fatal Influence (Jacy Jayne e Fallon Henley), sendo essa a estreia de Monroe em lutas televisionadas da WWE. Em outra luta de destaque, Ethan Page derrotou Ricky Saints em uma luta Falls Count Anywhere para manter o Campeonato Norte-Americano do NXT.

## Produção

### Introdução

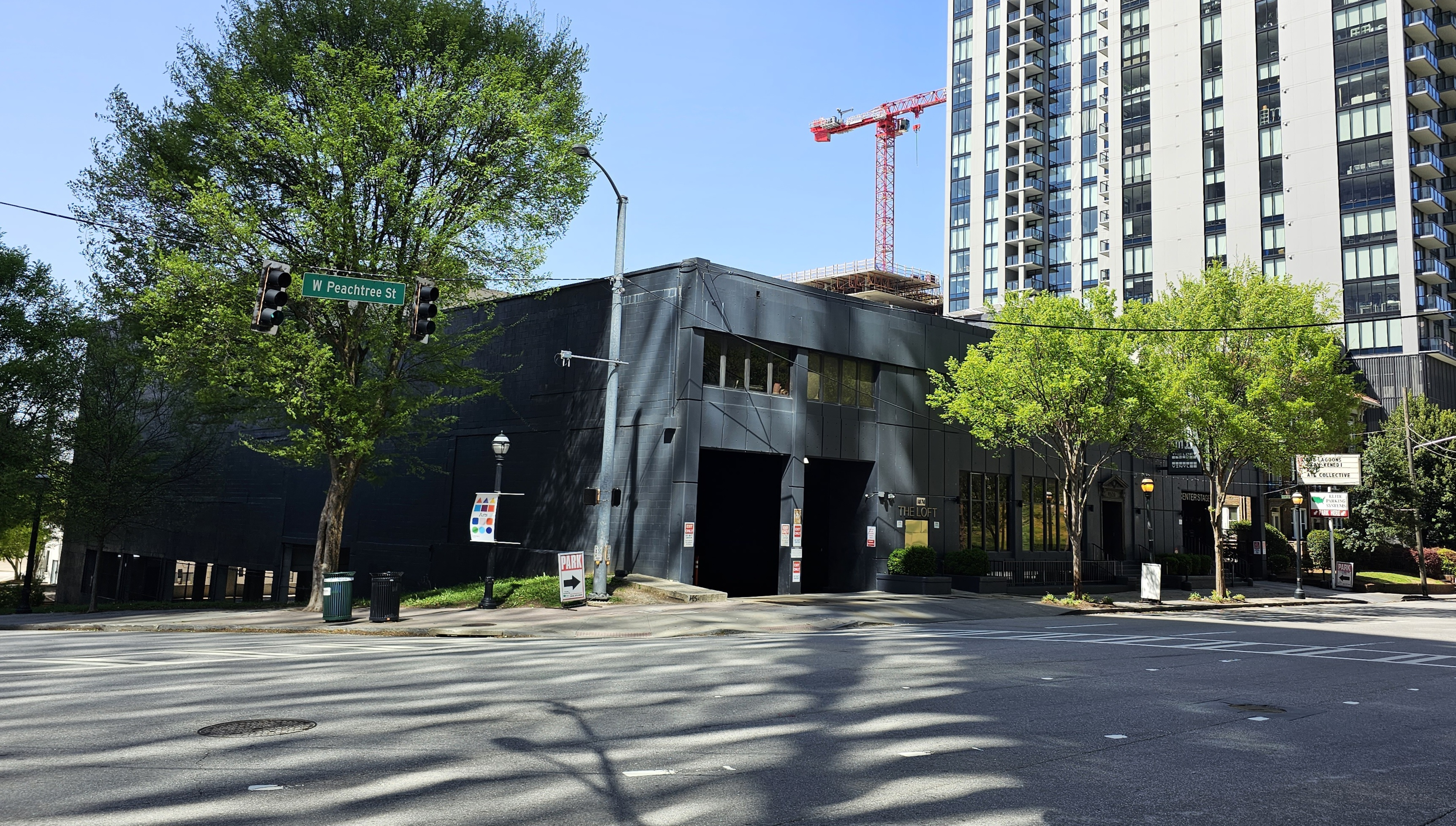
O evento foi realizado no Center Stage em Atlanta, Geórgia.

The Great American Bash é um evento de luta livre profissional estabelecido em 1985. Após a aquisição da World Championship Wrestling (WCW) pela WWE em março de 2001, a promoção reviveu o evento como seu próprio pay-per-view (PPV) anual em 2004, que continuou até 2009. Após este evento de 2009, The Great American Bash foi descontinuado como um PPV. Em 2012, a WWE reviveu o evento para ser realizado como um episódio especial do SmackDown, mas foi novamente descontinuado. Em 2020, a WWE reviveu novamente o evento, desta vez para a marca de desenvolvimento NXT como um especial anual de televisão do programa NXT até o evento de 2023, que foi transmitido pelas plataformas de transmissão ao vivo da WWE. Em 2024, foi novamente um especial de televisão do NXT.
Em 27 de maio de 2025, foi anunciado que o 13º Great American Bash sob a bandeira da WWE, o sexto anual para o NXT, e o 27º no total, seria realizado como um evento transmitido ao vivo no sábado, 12 de julho de 2025, no Center Stage em Atlanta, Geórgia. Além do Peacock nos Estados Unidos, o evento também esteve disponível para transmissão ao vivo pela Netflix na maioria dos mercados internacionais e pela WWE Network nos países restantes que ainda não migraram para a Netflix devido a contratos preexistentes. Este foi o primeiro Great American Bash a ser transmitido pela Netflix após a fusão da WWE Network com o serviço em janeiro de 2025 nessas regiões. O evento teve um horário especial de início às 15h00, horário do Leste (Eastern Time), colocando-o em confronto direto com o All In, o maior evento anual de PPV produzido pela All Elite Wrestling.

### Histórias
O evento incluiu lutas que resultaram de histórias com script, onde os lutadores retrataram heróis, vilões ou personagens menos distinguíveis em eventos que criaram tensão e culminaram em uma luta ou série de lutas, com resultados predeterminados pelos escritores da WWE para a marca NXT, enquanto as histórias foram desenvolvidas no programa de televisão semanal da WWE, o NXT.
No episódio de 20 de maio do NXT, Jasper Troy atacou o campeão do NXT Oba Femi, o que levou a uma luta pelo título entre os dois no episódio de 10 de junho, onde Femi manteve o campeonato. Na semana seguinte, Yoshiki Inamura declarou que viria atrás do título de Femi, e no episódio de 24 de junho, Femi disse que queria mais competição e exigiu um oponente. Inamura aceitou o desafio e se concentrou no título. Após o confronto, Troy atacou Inamura, antes de encarar Femi, deixando claro que buscaria seu título novamente. Mais tarde naquela noite, uma luta entre Inamura e Troy foi agendada para o episódio de 1º de julho, onde o vencedor desafiaria Femi pelo título no The Great American Bash. O combate foi vencido por Inamura.
No episódio de 27 de maio do NXT, Jacy Jayne venceu o Campeonato Feminino do NXT. Uma semana depois, várias lutadoras interromperam a celebração de Jayne, cada uma explicando por que mereciam uma oportunidade pelo título, incluindo a estreante Blake Monroe (anteriormente conhecida como Mariah May na All Elite Wrestling). No episódio de 17 de junho, Monroe assinou oficialmente seu contrato com o NXT, sendo interrompida por Jayne e suas companheiras do grupo Fatal Influence, Fallon Henley e Jazmyn Nyx. Elas se incomodaram por não terem feito uma celebração pela vitória de Jayne. Após algumas trocas de palavras, Monroe deu um tapa em Jayne, o que levou a uma briga, que terminou com Henley e Jayne jogando Monroe através de uma mesa. Uma semana depois, Jordynne Grace venceu uma luta para se tornar a desafiante número um pelo título no evento Evolution, que aconteceria no dia seguinte ao The Great American Bash, e no episódio seguinte, Grace falou sobre sua vitória e jurou sair do Evolution como campeã, sendo interrompida pelo Fatal Influence, que zombaram de Grace e Monroe. Após algumas trocas de palavras, Jayne tentou atacar Grace, que reagiu, mas foi superada em número por Fatal Influence. Monroe então entrou para salvar Grace. Depois, a gerente geral do NXT, Ava, anunciou que uma luta de duplas entre Monroe e Grace contra Henley e Jayne aconteceria no The Great American Bash, que marcaria a estreia televisiva de Monroe nos ringues da WWE.
No NXT Battleground, Trick Williams derrotou Joe Hendry para conquistar o Campeonato Mundial da TNA, tornando-se o primeiro lutador com contrato com a WWE a conquistar um título da TNA. No episódio de 3 de junho do NXT, Williams defendeu com sucesso o campeonato contra Mike Santana, da TNA. No episódio de 26 de junho do TNA Impact!, o diretor de autoridade da TNA, Santino Marella, anunciou que Hendry teria sua revanche pelo Campeonato Mundial da TNA no Slammiversary da TNA. No entanto, mais tarde naquela noite, Santana exigiu ser adicionado à luta, já que o evento aconteceria em seu estado natal, Nova York, o que foi oficialmente confirmado. No episódio de 1 de julho do NXT, foi anunciado que a assinatura do contrato para a luta aconteceria no The Great American Bash.
Desde maio, Tatum Paxley ficou deprimida após perder suas amigas, Gigi Dolin e Shotzi. Durante esse período, a campeã norte-americana feminina do NXT, Sol Ruca, e sua parceira Zaria tentaram se aproximar de Paxley, enquanto Izzi Dame, do grupo The Culling, também tentou se aproximar de Paxley. No episódio de 17 de junho do NXT, Paxley acidentalmente custou a Zaria sua luta qualificatória contra Dame no Torneio Evolution Eliminator, que daria uma oportunidade pelo Campeonato Feminino do NXT no Evolution, o que enfureceu Zaria. Na semana seguinte, Paxley estava no canto de Dame durante a final do torneio e, depois de interferir, Zaria e Ruca apareceram, deixando Paxley com elas. Na semana seguinte, Dame e Paxley derrotaram Ruca e Zaria em uma luta de duplas, com Dame fazendo o pin em Ruca. Mais tarde naquela noite, a gerente geral do NXT, Ava, anunciou que Ruca defenderia seu campeonato contra Dame no The Great American Bash.
No Stand & Deliver, Ricky Saints defendeu com sucesso o Campeonato Norte-Americano do NXT contra Ethan Page. A rivalidade entre eles continuou após o evento, e no episódio de 27 de maio do NXT, Page derrotou Saints para conquistar o título, após ferir a garganta de Saints. Duas semanas depois, Saints retornou e atacou Page após uma defesa de título bem-sucedida deste. No episódio de 1º de julho, Page propôs que Saints enfrentasse o grupo The Vanity Project da Evolve (Brad Baylor, Ricky Smokes e o campeão Evolve da WWE Jackson Drake) — com quem Page havia formado uma aliança — em uma luta gauntlet contra o grupo. Se Saints vencesse, ele teria direito a uma revanche pelo título. Saints, por sua vez, propôs que, caso vencesse, poderia escolher a estipulação da luta. A gerente geral do NXT, Ava, concordou com os termos. A luta ocorreu na semana seguinte, e Saints venceu, garantindo o combate contra Page pelo título no The Great American Bash. Em seguida, Saints escolheu a estipulação "Falls Count Anywhere" para a luta.
No episódio de 17 de junho do NXT, Je'Von Evans elogiou Jasper Troy por sua performance na luta pelo Campeonato do NXT que ele teve na semana anterior, dizendo que o momento de Troy chegaria — mas não antes do seu próprio. Troy, por sua vez, mandou Evans sair da sua frente. Na semana seguinte, Troy atacou Evans após a luta deste, e Evans revidou com um ataque no episódio de 1º de julho. Na semana seguinte, Troy atacou Evans duas vezes nos bastidores, e mais tarde naquela noite, os dois acabaram entrando em uma briga. Foi então anunciado que eles se enfrentariam no The Great American Bash.

## Evento
| Papel:                    | Nome:             |
| ------------------------- | ----------------- |
| Comentaristas em inglês   | Vic Joseph        |
| Comentaristas em inglês   | Corey Graves      |
| Comentaristas em inglês   | Booker T          |
| Comentaristas em espanhol | Marcelo Rodríguez |
| Comentaristas em espanhol | Jerry Soto        |
| Anunciador de ringue      | Mike Rome         |
| Árbitros                  | Adrian Butler     |
| Árbitros                  | Chip Danning      |
| Árbitros                  | Dallas Irvin      |
| Árbitros                  | Derek Sanders     |
| Árbitros                  | Felix Fernandez   |
| Entrevistadores           | Kelly Kincaid     |
| Entrevistadores           | Sarah Schreiber   |
| Entrevistadores           | Blake Howard      |
| Painel do pré-show        | Megan Morant      |
| Painel do pré-show        | Sam Roberts       |

### Lutas preliminares
O evento começou com Jasper Troy enfrentando Je'Von Evans. Durante a luta, Evans executou um Frog Splash em Troy, quase conseguindo a vitória. No final, Evans reverteu uma tentativa de Black Hole de Troy em um roll-up, vencendo a luta.
Na segunda luta, Sol Ruca defendeu o Campeonato Norte-Americano Feminino do NXT contra Izzi Dame. Antes da luta, Zaria e Tatum Paxley brigaram, o que permitiu que Dame aplicasse um powerbomb em Ruca — que colocou o pé nas cordas para anular o pinfall. Ruca aplicou um Spear em Dame, mas Paxley colocou o pé de Dame nas cordas antes de ser derrubada por Zaria. Em seguida, Ruca aplicou o Sol Snatcher em Dame para manter o título.
A terceira luta foi entre Ethan Page, que defendeu o Campeonato Norte-Americano do NXT contra Ricky Saints em uma luta Falls Count Anywhere. Ao longo da luta, Page e Saints brigaram por toda a arena e usaram diversas armas. Em um momento da luta, nos bastidores, Saints esbarrou acidentalmente em Jasper Troy, o que levou Troy — que não fazia parte da luta — a reagir aplicando um Black Hole Slam em Saints. Mais tarde, Saints conseguiu aplicar um DDT em Page no palco, quase conseguindo a vitória. Page então aplicou o Ego's Edge em Saints através de mesas e fez o pin para manter o título.
Em seguida, aconteceu a assinatura de contrato para o TNA Slammiversary, envolvendo Mike Santana, Joe Hendry e o campeão mundial da TNA, Trick Williams. Após os participantes trocarem promos sobre quem sairia como campeão, Santana e Hendry jogaram Williams através da mesa de comentaristas. Logo depois, Williams foi atacado pela DarkState.
Na penúltima luta, Oba Femi defendeu o Campeonato do NXT contra Yoshiki Inamura, que estava acompanhado por Josh Briggs. Durante a luta, Inamura tentou um Frog Splash em Femi, que se recuperou e jogou Inamura contra o árbitro. Aproveitando a situação, Briggs acertou Femi com o cinturão do NXT. Em seguida, Inamura aplicou um Frog Splash em Femi, mas o árbitro ainda estava desacordado. Inamura então aplicou um Blue Thunder Bomb em Femi, quase conseguindo a vitória. No final, Femi aplicou o Fall from Grace em Inamura e manteve o título.
Antes do evento principal, a gerente geral do NXT, Ava, disse a Trick Williams que ele se juntaria a Joe Hendry e Mike Santana contra o DarkState no episódio seguinte do NXT.

### Evento principal
No evento principal, Jordynne Grace e Blake Monroe enfrentaram o Fatal Influence (Jacy Jayne e Fallon Henley, acompanhadas por Jazmyn Nyx). No clímax da luta, a campeã mundial das Knockouts da TNA, Masha Slamovich, atacou Nyx antes de Jayne e Henley aplicarem um golpe em dupla em Monroe — mas Grace interrompeu a sequência. Monroe resistiu a uma tentativa de pinfall de Jayne e, enquanto Grace derrubava Henley do lado de fora do ringue, aplicou um Sweeping DDT em Jayne para conquistar a vitória.

## Resultados
| Nº                                          | Resultados                                                                                             | Estipulações                                                     | Tempo |
| ------------------------------------------- | --- | ---------------------------------------------------------------- | ----- |
| 1                                           | Je'Von Evans derrotou Jasper Troy                                                                      | Luta individual                                                  | 13:37 |
| 2                                           | Sol Ruca (c) (com Zaria) derrotou Izzi Dame (com Tatum Paxley)                                         | Luta individual pelo Campeonato Norte-Americano Feminino do NXT  | 11:43 |
| 3                                           | Ethan Page (c) derrotou Ricky Saints                                                                   | Luta Falls Count Anywhere pelo Campeonato Norte-Americano do NXT | 14:46 |
| 4                                           | Oba Femi (c) derrotou Yoshiki Inamura (com Josh Briggs)                                                | Luta individual pelo Campeonato do NXT                           | 13:18 |
| 5                                           | Jordynne Grace e Blake Monroe derrotaram Fatal Influence (Fallon Henley e Jacy Jayne) (com Jazmyn Nyx) | Luta de duplas                                                   | 16:31 |
| (c) – Refere-se aos campeões antes da luta. | |                                                                  |       |